# 2013年新加坡
|        | 新加坡歷史 |
| 世紀： | 20世紀新加坡 \| 21世紀新加坡 \| 22世紀新加坡                                                                                                 |
| 年代： | 1980年代新加坡 \| 1990年代新加坡 \| 2000年代新加坡 \| 2010年代新加坡 \| 2020年代新加坡 \| 2030年代新加坡 \| 2040年代新加坡                   |
| 年份： | 2009年新加坡 \| 2010年新加坡 \| 2011年新加坡 \| 2012年新加坡 \| 2013年新加坡 \| 2014年新加坡 \| 2015年新加坡 \| 2016年新加坡 \| 2017年新加坡 |
| 紀年： | 癸巳年（蛇年）、新加坡开埠194周年、新加坡独立48周年                                                                                          |

下表整理了2013年新加坡發生的事件，包括政府主要官员、各月大事记和当年出生及逝世的人物。

## 領導人
- 總統: 陳慶炎
- 總理: 李顯龍

## 事件

### 2月
- 2月10日：新傳媒成立五十週年  (1963年2月 15日創立)。
- 2月19日：新加坡與馬來西亞同意興建新加坡到吉隆坡之間的高速鐵路。

### 3月
- 3月31日：新傳媒旗下电视频道5頻道成立五十週年  (1963年4月2日創立)。

### 12月
- 12月8日：2013年新加坡小印度騷亂：新加坡独立后的第二起暴乱，自1969年种族暴动后40余年内的首宗暴乱。[1][2][3]